# Khristina Soloví
Khristina Ivànivna Soloví (ucraïnès: Христина Іванівна Соловій; Drohòbitx, província de Lviv, 17 de gener de 1993) és una cantant folk ucraïnesa-lemko.

## Biografia
Soloví va nàixer el 17 de gener de 1993 a Drohòbitx, en una família de directors corals.
Es van traslladar a Lviv i durant tres anys va cantar cançons populars del poble lemko al cor "Lemkovyna", ja que part de la seua ascendència pertany a eixe poble. Es va graduar a la facultat de filologia de la Universitat Nacional Ivan Franko de Lviv.
El 2013 Khristina va participar en la versió ucraïnesa de The Voice – Holos Krayiny. Forma part de l'equip de Svyatoslav Vakarchuk i arriba a les semifinals de la competició. Allà, va cantar sobretot cançons populars ucraïneses.
El 2015 Soloví va llançar el seu àlbum debut "Zhyva voda" (ucraïnès: Жива вода; Aigua viva) que incloïa 12 cançons (deu cançons populars d'origen Lemko i ucraïnés i dos escrites per ella mateixa). El 24 d'octubre del 2018, publica el seu segon àlbum d'estudi "Liubyi druh" (en ucraïnès: Любий друг; Estimat amic).